# Via Appia Antica

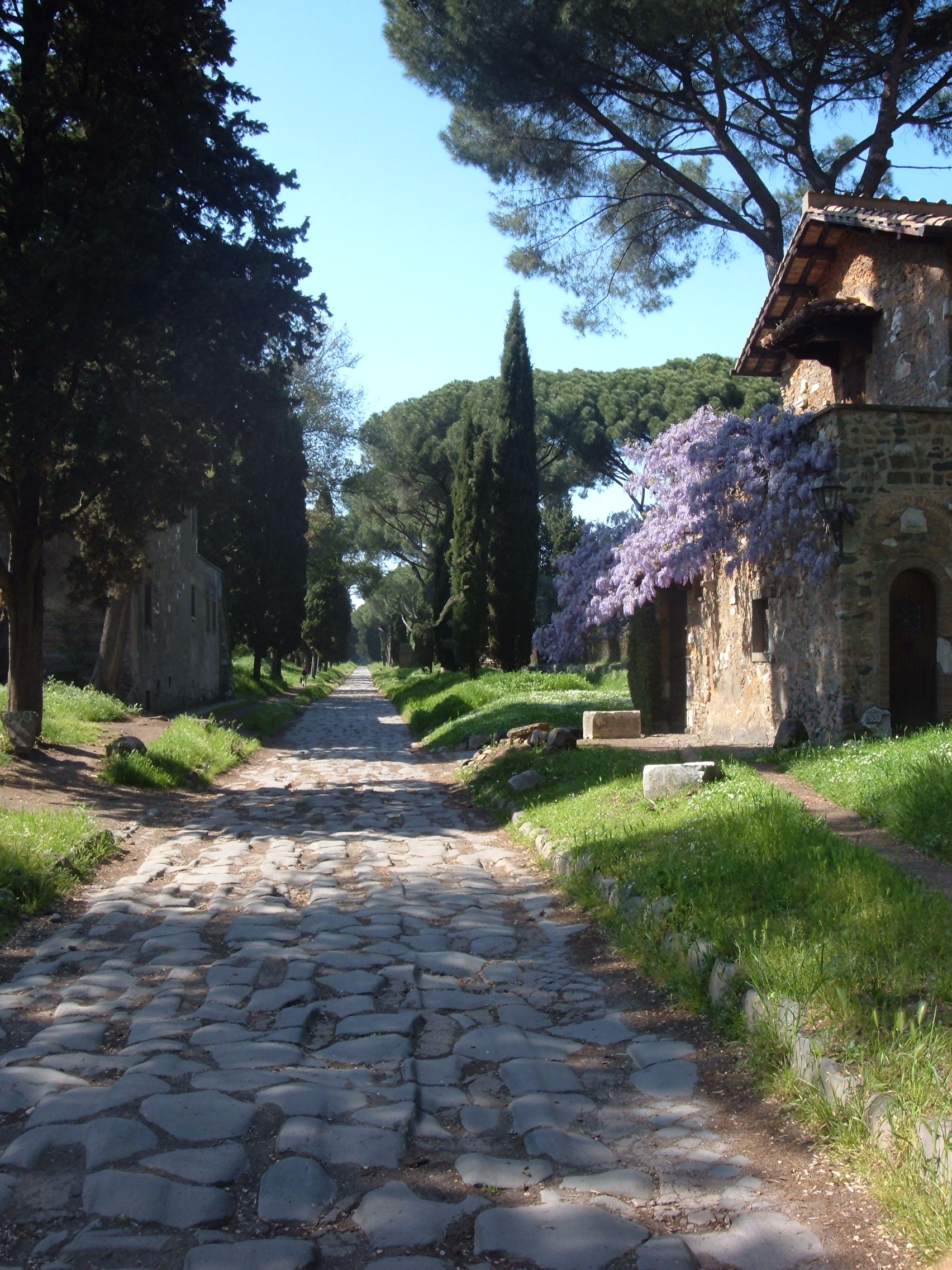
Via Appia Antica am südlichen Stadtrand von Rom

Die Via Appia Antica („Antike Straße des Appius“) ist eine Straße in Rom, die den antiken Verlauf der Via Appia darstellt. Im römischen Teil der Appia Antica verlaufen östlich die Via Appia Nuova und die Via Appia Pignatelli, im 18. Jahrhundert entstandene Trassen der Via Appia, die heute den Hauptanteil des Straßenverkehrs aufnehmen.
Durch die vielen historischen Bauten und Grabmäler entlang der Straße gilt sie als das längste Museum der Welt.

## Geschichte und Straßenverlauf

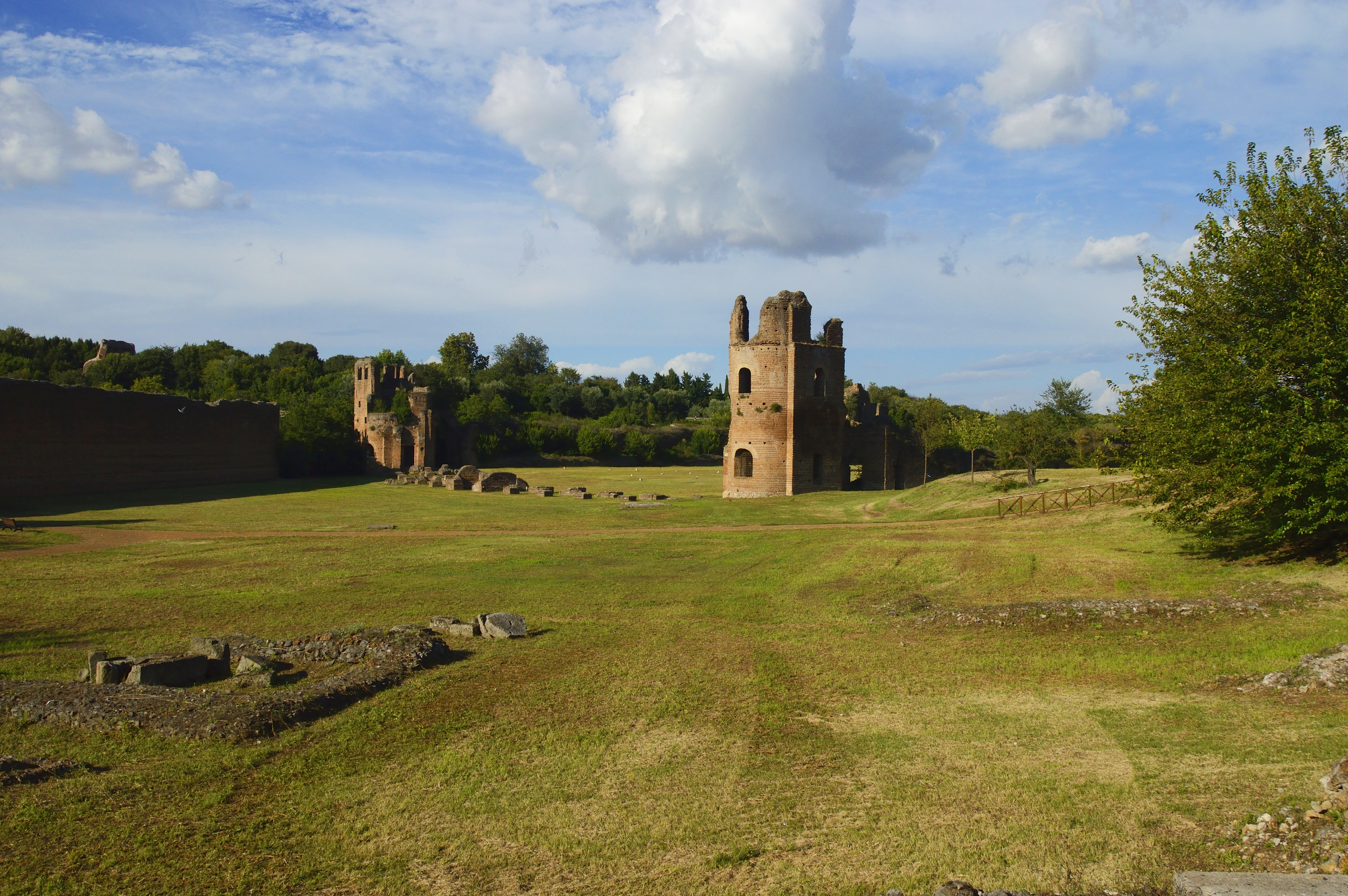
Circus des Maxentius

Die Via Appia wurde 312 v. Chr. von Appius Claudius Caecus angelegt. Sie beginnt in Rom an der Porta Capena und führte ursprünglich nur über 195 Kilometer bis Capua. Um 190 v. Chr. wurde die Straße bis Brundisium (heute Brindisi) verlängert, das zum bedeutendsten Umschlagplatz für Waren und Sklaven aus dem Orient aufstieg. Die Via Appia wurde damit zu einer der wichtigsten Handelsstraßen Italiens und des römischen Reiches. Nicht zufällig erhielt sie schon in der Antike den Beinamen Regina Viarum, „Königin der Straßen“.
Zwischen der Piazza di Porta Capena und der Porta San Sebastiano (früher Porta Appia) trägt sie heute die Namen Viale delle Terme di Caracalla und Via di Porta San Sebastiano. Von dort führt sie als Via Appia Antica bis zur Basilika San Sebastiano alle Catacombe und vorbei an der Maxentiusvilla zum Grabmal der Caecilia Metella. Ab da ist sie für den allgemeinen Verkehr gesperrt und zeigt in einigen Abschnitten noch das antike Pflaster. Sie führt weiter vorbei an der Villa der Quintilier und einem lange Zeit fälschlicherweise als Herkulestempel gedeuteten Emporion, bis sie sich schließlich in Frattocchie, einem Ortsteil von Marino, wieder mit der Via Appia Nuova zur Via Appia SS 7 vereinigt.

## Grabmäler entlang der Via Appia Antica

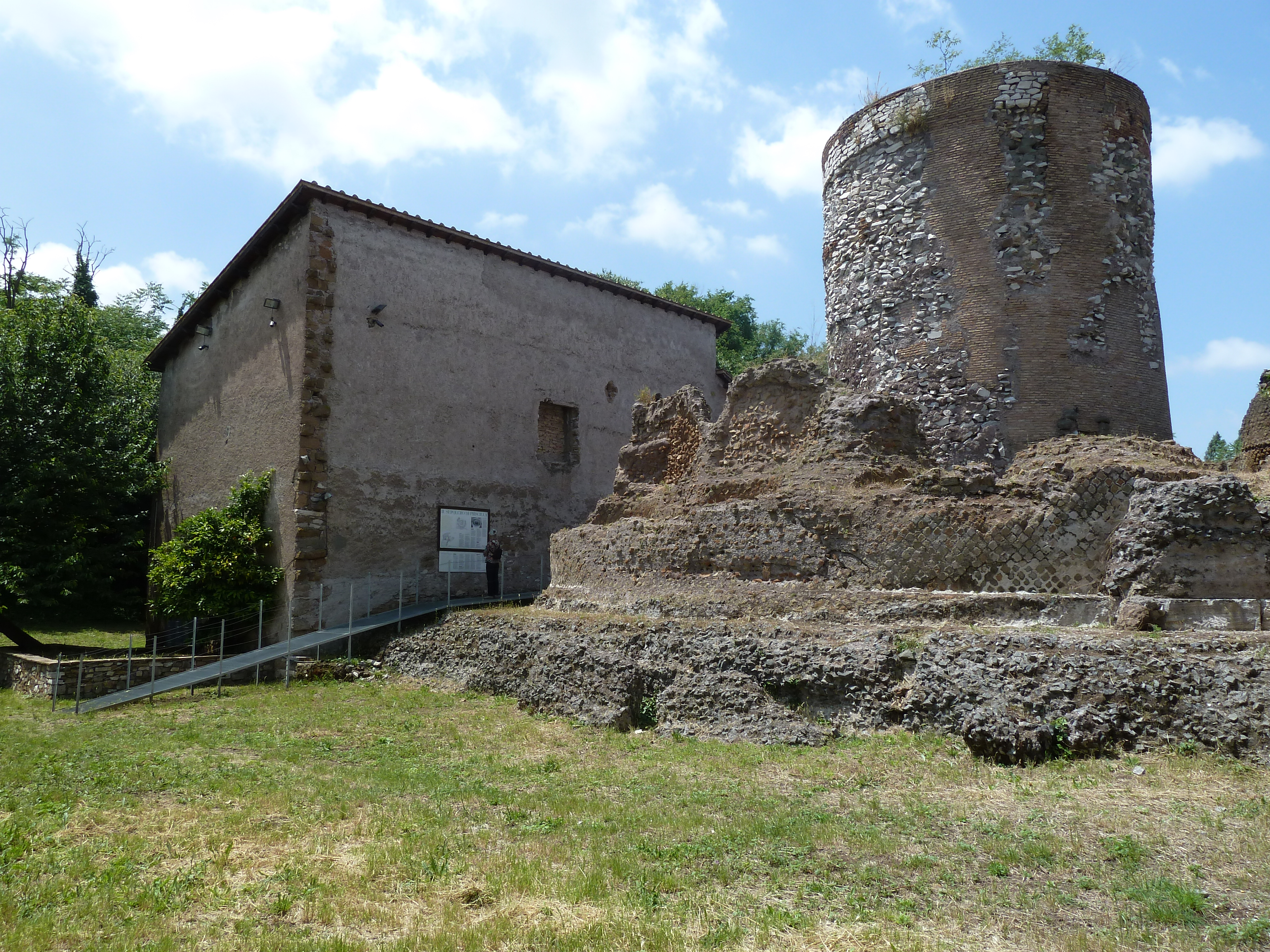
Grab der Priscilla

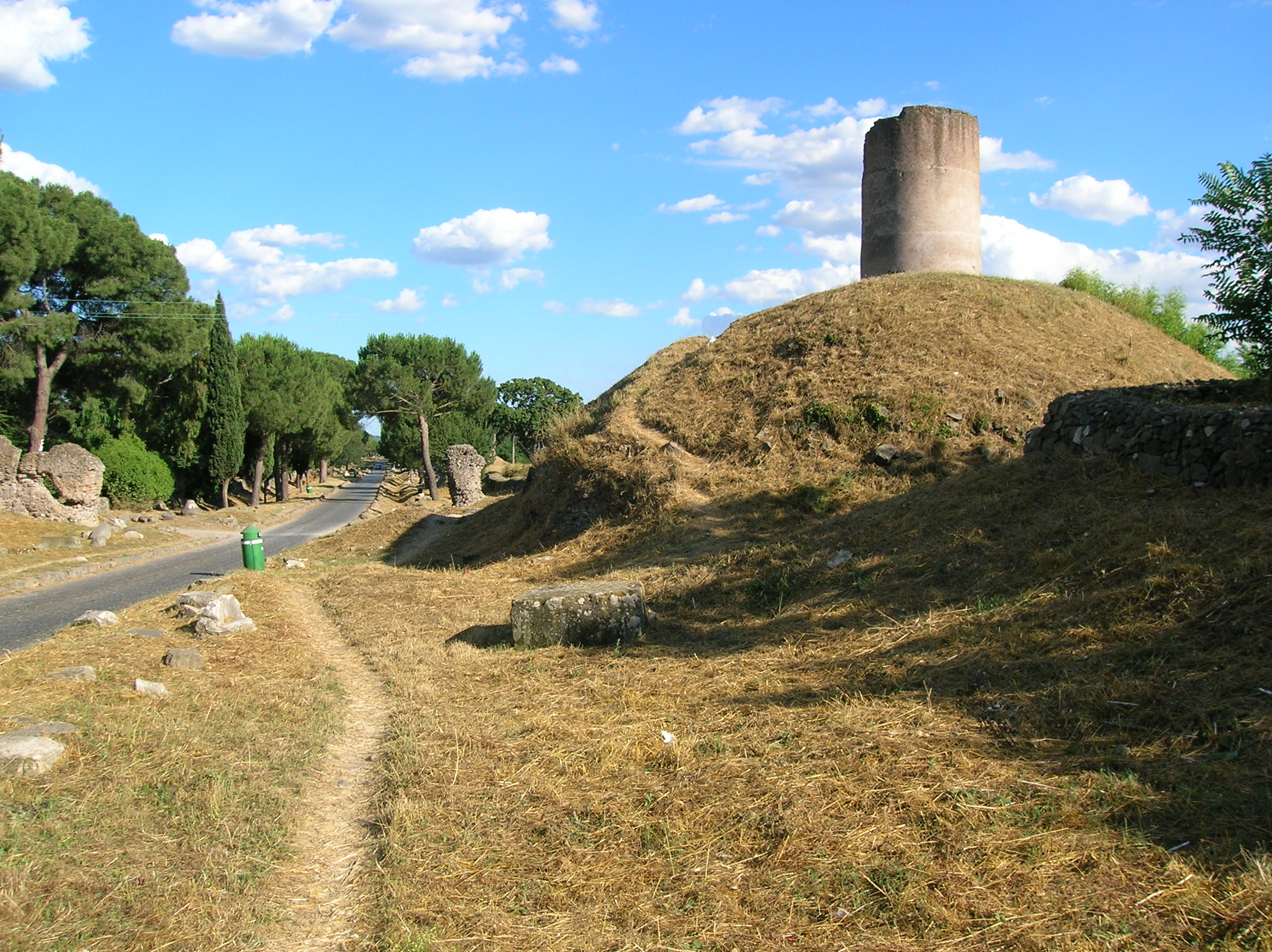
Grab der Horatier bei der Villa der Quintilier

Da ein römisches Gesetz, das Zwölftafelgesetz, gebot, dass keine Toten im Bereich der Wohnsiedlungen bestattet werden durften, geschah dies in der Regel entlang der Ausfallstraßen. Da die Via Appia eine der wichtigsten Straßen darstellte, ermöglichte sie den hier Bestatteten bzw. ihren Familien mit ihren Grabbauten eine gute Möglichkeit der Repräsentation ihres Ansehens und Vermögens. Entlang der Via Appia sind daher nicht nur sehr viele Gräber angelegt, sondern vor allem auch eine Reihe von großen Grabmonumenten errichtet worden. Sehr bekannt sind vor allem das Grabmal der Caecilia Metella oder Casal Rotondo.
In der Regel unterscheidet man drei Gräbertypen, die hier an der Via Appia zu besichtigen sind:
- Katakomben, also unterirdische massenhaft in das Erdreich geschlagene Nischengräber, die in erster Linie für die Bestattung der ärmeren Leute vorgesehen war. Die bekanntesten Katakomben an der Via Appia sind die Katakombe San Sebastian, Katakombe der Domitilla und die Calixtus-Katakombe.
- kleinere und mittlere Grabdenkmäler
- imposante Grabmonumente

## Kirchliche Tradition
In der kirchlichen Tradition ist die Via Appia auch die Straße, auf der Petrus endgültig nach Rom zurückkehrte: „Domine, quo vadis?“ Am Anfang der Via Appia steht daher auch die Kapelle Santa Maria in Palmis.